# Marcel Martiny
« Martiny » redirige ici. Pour l’article homophone, voir Martini.
Pour les articles homonymes, voir Martiny (homonymie).
Marcel Martiny, né le 11 novembre 1897 et mort le 16 septembre 1982 à Nice, est un médecin et historien de la médecine français. Il a tenté de fonder sa classification des biotypes humains sur la notion de feuillet embryonnaire.

## Biographie
Marcel Martiny a suivi des milliers d'adolescents dans leur développement corporel, intellectuel, professionnel et moral. Son Essai de biotypologie humaine est un ouvrage qui réunit beaucoup d'informations sur la biotypométrie et la caractérologie qui lui correspond. Ce travail est moins statistique que celui de Sheldon. Il s'efforce pourtant d'être rigoureux.
Il rapproche et met en correspondance les typologies de Perez, Ribot, Alfred Fouillée, Lévy, Qeyrat, Malapert, Jung, Heymans et Wiersma, Le Senne.
Prenant pour référence le développement embryo-fœtal il décrit quatre constitutions morphologiques : « entoblastique », « mésoblastique », « ectoblastique » et « chordoblastique », qu'il tente de lier aux groupes sanguins.
Il apporte une contribution au domaine de la morphopsychologie.